# Hyles wilsoni
Hyles wilsoni — вид метеликів з родини бражникових (Sphingidae). Ендемік острова Гаваї.

## Спосіб життя
У вологих районах метелик літає в будь-який час доби, відвідуючи квіти Metrosideros, а також квіти культурних рослин. У сухих місцевостях літає переважно в сутінках. Личинки були зареєстровані на Acacia koa, Bobea, Euphorbia, Metrosideros, Melicope та Straussia.